# 高麗昌王
高丽昌王（：／ Goryeo Chang'wang；1381年—1389年），名王昌（：／ Wang Chang），高丽王朝第33位国王（1388年—1389在位），前任国王王禑之子。明太祖洪武二十一年（1388年）五月，守门下侍中李成桂在威化岛回军，王禑被逼迫退位，王昌即位。次年十一月，王禑意图复辟，事觉，李成桂废了王昌，改立宜定君王瑶，是为高丽恭让王。迁王禑于江陵，流王昌于江华。十二月，杀之，年仅八岁。
朝鮮王朝編著的史料《高麗史》声称王禑不是高丽恭愍王之子，而是其宠臣辛旽之子，因此不承認王禑和王昌王位的正統性，將王昌稱「辛昌」（：／ Sin Chang）。后世史学家普遍认为辛旽生下王禑的说法是朝鲜王朝史官对王禑父子的污蔑。

## 家庭
- 父：高丽国王王禑
- 母：谨妃李氏（李琳之女）